# Maria Lindberg (boxare)
Maria Camilla Lindberg, född 30 mars 1977, är en svensk boxare. Hon bor i Malmö och tränar för boxningsklubben Winning Boxing Club. Hon blev i september 2009 världsmästare i lätt mellanvikt efter att ha vunnit på poäng över britten Sara Davis i Rülzheim. Lindberg har tävlingsförbud i Sverige på grund av en tidigare blödning i hjärnan som hon ådrog sig i samband med en amatörmatch i Finland 1999 . Sedan 2008 har Maria en tysk proffslicens.